# 阿智村
阿智村（日语：／ Achi mura */?）是長野縣下伊那郡西部的一村。

## 「星空之村」
2006年，環境省舉辦的「全國星空繼續觀察」公布夏季「一般参加團体的照片攝影結果中夜空明亮度適合觀星之處」，其中於阿智村的浪合地区紅葉平天文村拍攝的星空攝影，夜空明亮等級獲評23.7（數值越高，夜空越暗，一般而言越適合觀星），在416個参加團体中排名第一（同年冬季20.98排第4位，2010年度夏季23.3排第7位；活動屬任意報名，未調查全国所有地方的星空）。而阿智村就以此宣傳自身是「可看見最亮星星的地方」，開展「日本第一星空夜間遊」活動，又發行區域貨幣「Sky Coin」、舉辦天文知識測驗「阿智村星空大師認定試驗」等，藉此發展旅遊事業。2015年，取得（日本第一星空）商標註冊。
上述活動中，「日本第一星空夜間遊」2012年開始第一日僅3人參加，但之後名聲逐漸傳開，首年度錄得6500人來訪。2015年共有6万人前來參加，活動被認為帶動了地方發展。

## 人口及交通
村內無鐵路線，最近的車站是JR東海飯田線飯田站。
| 阿智村人口分布圖 |                                               |  |
| 阿智村與日本全國年齡別人口分布比較圖 （2005年資料） | 阿智村的年齡、男女別人口分布圖 （2005年資料） |  |
| ■紫色是阿智村 ■綠色是全国 | ■藍色是男性 ■紅色是女性                       |  |
| 阿智村人口變化 \| 1970年 \| 8,329人 \| \| \| 1975年 \| 7,830人 \| \| \| 1980年 \| 7,818人 \| \| \| 1985年 \| 7,731人 \| \| \| 1990年 \| 7,807人 \| \| \| 1995年 \| 7,798人 \| \| \| 2000年 \| 7,757人 \| \| \| 2005年 \| 7,548人 \| \| \| 2010年 \| 7,036人 \| \| \| 2015年 \| 6,538人 \| \| \| 2020年 \| 6,068人 \| \| |                                               |  |
| 資料來源：日本總務省統計中心提供之人口普查數據 |                                               |  |
| 1970年 | 8,329人                                       |  |
| 1975年 | 7,830人                                       |  |
| 1980年 | 7,818人                                       |  |
| 1985年 | 7,731人                                       |  |
| 1990年 | 7,807人                                       |  |
| 1995年 | 7,798人                                       |  |
| 2000年 | 7,757人                                       |  |
| 2005年 | 7,548人                                       |  |
| 2010年 | 7,036人                                       |  |
| 2015年 | 6,538人                                       |  |
| 2020年 | 6,068人                                       |  |

2012年10月，與愛知縣西春日井郡的豐山町宣布互為友好交流都市。

## 外部連結
- 官方网站 - 阿智村
- 官方网站 - 阿智村浪合地区